# Riserva naturale Monte Navegna e Monte Cervia
La riserva naturale Monte Navegna e Monte Cervia è un'area naturale protetta situata nei comuni di Ascrea, Castel di Tora, Collalto Sabino, Collegiove, Marcetelli, Nespolo, Paganico Sabino, Rocca Sinibalda e Varco Sabino, in provincia di Rieti, nella zona dei Monti Carseolani, tra il Lago del Salto e il Lago del Turano. La riserva occupa una superficie di 3.563 ettari ed è stata istituita nel 1988.

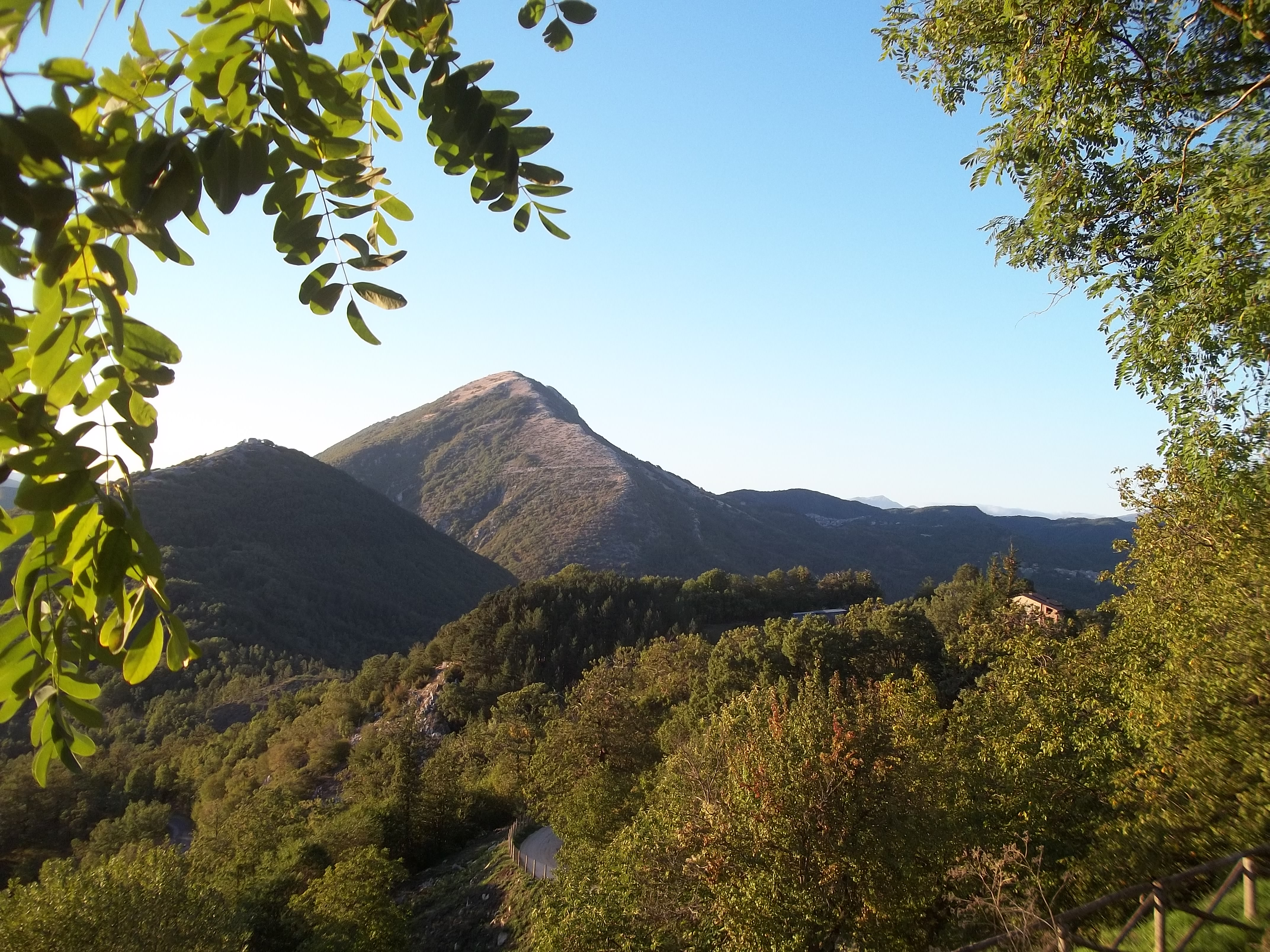
Monte Cervia

## Territorio
È costituita da due aree non contigue: la più vasta è anche quella che raggiunge le maggiori altitudini, con le cime dei monti Navegna (1507 m), Cervia (1438 m) e Filone (1328 m), da dove la vista spazia dal Lago del Salto a est al Lago del Turano ad ovest, mille metri di dislivello più in basso, ai monti del Cicolano ad ovest, ai Monti Carseolani a sud, al Terminillo a nord. L'altra area comprende i rilievi circostanti il paese di Nespolo.
Il territorio è caratterizzato da un basso livello di antropizzazione e dall'ampia diffusione dei boschi, presenti in oltre il 70% della sua superficie. Sono presenti paesaggi montani, collinari e di fondovalle, e numerosi torrenti e corsi d'acqua.

### Comuni
Interessa il territorio dei comuni di Ascrea, Castel di Tora, Collalto Sabino, Collegiove, Marcetelli, Nespolo, Paganico Sabino, Rocca Sinibalda, Varco Sabino.

## Ambiente

### Flora
Le specie presenti nella Riserva sono quelle caratteristiche della flora centro appenninica, con alcune particolarità assai interessanti e di valore naturalistico, riconosciute habitat di prioritaria importanza per la Comunità Europea: si tratta dei 'faggeti degli Appennini con taxus e Ilex', e di 'formazioni erbose secche seminaturali e facies coperte da cespugli su substrato calcareo (Festuco-Brometalia) (* notevole fioritura di orchidee)'.
La tipologia forestale maggiormente diffusa è il cerreto, ma sono diffusi anche boschi misti a prevalenza di carpino nero.
Altre specie arboree presenti sono il carpino bianco, l'acero di monte, la roverella, il salice comune, il pioppo bianco ed il salice rosso.

### Fauna
Nel variegato territorio della Riserva è presente un'incredibile varietà di specie animali, legate alla diversità ambientale. Alcune di queste specie sono tutelate a livello comunitario, nell'ambito della cosiddetta "Direttiva Habitat".

#### Mammiferi
Tra i mammiferi, al vertice della catena alimentare dell'ecosistema della Riserva, stabilmente presente, c'è il lupo; gli ambienti forestali sono popolati da predatori come le martore, le faine, le puzzole, i tassi e le volpi, e da altri mammiferi come il cinghiale, il capriolo e, occasionalmente, il cervo.
Nei boschi sono presenti numerose specie di roditori: lo scoiattolo, il moscardino, il ghiro, il topo quercino, il topo selvatico e l'istrice, mentre gli ambienti prativi sono abitati dalla lepre europea. I chirotteri sono presenti con 14 diverse specie di pipistrelli, alcune delle quali considerate specie ad altissimo rischio di estinzione in Italia: il rinolofo minore e il vespertilio di Capaccini.

#### Uccelli
Tra gli uccelli che vivono negli ambienti rupestri, sono presenti l'aquila reale, il falco pellegrino, il corvo imperiale e il picchio muraiolo; nei boschi si incontrano il picchio rosso maggiore, il picchio verde, il picchio muratore, la tordela, la ghiandaia, il rampichino comune, il luì piccolo, e la cincia bigia; negli ambienti aperti sono presenti la tottavilla, il calandro, l'averla piccola e il culbianco; nei pressi dei torrenti vive il merlo acquaiolo.
Tra i rapaci diurni, si contano lo sparviere, il biancone, il falco pecchiaiolo, la poiana ed il gheppio; tra quelli notturni, l'allocco, la civetta e il barbagianni.

#### Anfibi
Gli anfibi presenti nella riserva comprendono specie endemiche della catena appenninica, come la salamandrina di Savi, la rana appenninica e l'ululone appenninico. 

#### Rettili
Sono presenti specie di rettili vulnerabili a livello regionale e tutelate in ambito comunitario, come il colubro liscio e la testuggine palustre europea.

#### Pesci
Tra i pesci, sono presenti la trota fario, il vairone, la rovella, il cavedano, il ghiozzo di ruscello, l'anguilla, il barbo tiberino.

#### Invertebrati
Nei piccoli corsi d'acqua è presente il raro Gambero di fiume.
Tra gli insetti si segnala la falena dell’edera, e tra i coleotteri la rosalia delle Alpi e il cerambice delle querce.